# Liparis petelotii
Liparis petelotii är en orkidéart som beskrevs av François Gagnepain. Liparis petelotii ingår i släktet gulyxnen, och familjen orkidéer. Inga underarter finns listade i Catalogue of Life.